# Produktmodell (Statistik)
Als Produktmodelle bezeichnet man in der mathematischen Statistik eine spezielle Klasse von statistischen Modellen. Viele gängige Modelle wie beispielsweise das Normalverteilungsmodell sind Produktmodelle. Allen Produktmodellen gemeinsam ist, dass sie als Produkt kleinerer statistischer Modelle mit sich selbst entstehen. Damit sind insbesondere die Stichprobenvariablen in Produktmodellen unabhängig identisch verteilt. Daher treten Produktmodelle bei der Modellierung von mehreren, identischen durchgeführten Versuchen auf, deren Ergebnisse sich nicht gegenseitig beeinflussen.

## Definition
Gegeben sei ein statistisches Modell {\displaystyle ({\mathcal {X}},{\mathcal {A}},(P_{\vartheta })_{\vartheta \in \Theta })}, also eine Menge {\displaystyle {\mathcal {X}}} sowie eine σ-Algebra {\displaystyle {\mathcal {A}}} auf {\displaystyle {\mathcal {X}}} sowie eine Familie {\displaystyle (P_{\vartheta })_{\vartheta \in \Theta }} von Wahrscheinlichkeitsmaßen auf dem Messraum {\displaystyle ({\mathcal {X}},{\mathcal {A}})}. Hierbei ist {\displaystyle \Theta } eine beliebige Indexmenge.
Dann heißt für {\displaystyle n\in \mathbb {N} } das statistische Modell
{\displaystyle ({\mathcal {X}}^{\times n},{\mathcal {A}}^{\otimes n},(P_{\vartheta }^{\otimes n})_{\vartheta \in \Theta })}
das zu {\displaystyle ({\mathcal {X}},{\mathcal {A}},(P_{\vartheta })_{\vartheta \in \Theta })} gehörige n-fache Produktmodell.
Hierbei bezeichnet
{\displaystyle {\mathcal {X}}^{\times n}=X\times X\times \dots \times X} (n mal)
das n-fache kartesische Produkt, {\displaystyle {\mathcal {A}}^{\otimes n}} bezeichnet die n-fache Produkt-σ-Algebra von {\displaystyle {\mathcal {A}}} mit sich selbst und {\displaystyle P_{\vartheta }^{\otimes n}} ist das n-fache Produktmaß von {\displaystyle P_{\vartheta }} mit sich selbst.

## Reelle Produktmodelle
Gängigster Fall eines Produktmodelles ist, wenn {\displaystyle {\mathcal {X}}} die Menge der reellen Zahlen {\displaystyle \mathbb {R} } ist, kanonisch versehen mit der borelschen σ-Algebra {\displaystyle {\mathcal {A}}={\mathcal {B}}(\mathbb {R} )} und einer beliebigen Familie von Wahrscheinlichkeitsmaßen {\displaystyle (P_{\vartheta })_{\vartheta \in \Theta }} auf {\displaystyle (\mathbb {R} ,{\mathcal {B}}(\mathbb {R} ))}. Dann ist das n-fache Produktmodell von der Form
{\displaystyle (\mathbb {R} ^{n},{\mathcal {B}}(\mathbb {R} ^{n}),(P_{\vartheta }^{\otimes n})_{\vartheta \in \Theta })}
da {\displaystyle \mathbb {R} ^{\times n}=\mathbb {R} ^{n}} und {\displaystyle {\mathcal {B}}(\mathbb {R} )^{\otimes n}={\mathcal {B}}(\mathbb {R} ^{n})} ist. Solche Produktmodelle werden auch reelle Produktmodelle genannt.

## Beispiele

### Normalverteilungsmodell
Das Normalverteilungsmodell wird in mehreren unterschiedlichen Fassungen formuliert. Dabei unterscheiden sich lediglich die Familien das Wahrscheinlichkeitsverteilungen, diese sind aber stets auf {\displaystyle (\mathbb {R} ,{\mathcal {B}}(\mathbb {R} ))} definiert. Es existieren die folgenden Fälle:
- Als Familie von Wahrscheinlichkeitsverteilungen werden alle Normalverteilungen mit fixem Erwartungswert {\displaystyle \mu _{0}} und beliebiger Varianz {\displaystyle \sigma ^{2}>0} betrachtet. Das Produktmodell ist dann von der Form

{\displaystyle (\mathbb {R} ^{n},{\mathcal {B}}(\mathbb {R} ^{n}),({\mathcal {N}}(\mu _{0},\sigma ^{2})^{\otimes n})_{\sigma ^{2}>0})}
- Als Familie von Wahrscheinlichkeitsverteilungen werden alle Normalverteilungen mit beliebigem Erwartungswert {\displaystyle \mu } und fixer Varianz {\displaystyle \sigma _{0}^{2}>0} betrachtet. Das Produktmodell ist dann von der Form

{\displaystyle (\mathbb {R} ^{n},{\mathcal {B}}(\mathbb {R} ^{n}),({\mathcal {N}}(\mu ,\sigma _{0}^{2})^{\otimes n})_{\mu \in \mathbb {R} })}
- Als Familie von Wahrscheinlichkeitsverteilungen werden alle Normalverteilungen mit beliebigem Erwartungswert {\displaystyle \mu } und beliebiger Varianz {\displaystyle \sigma ^{2}>0} betrachtet. Das Produktmodell ist dann von der Form

{\displaystyle (\mathbb {R} ^{n},{\mathcal {B}}(\mathbb {R} ^{n}),({\mathcal {N}}(\mu ,\sigma ^{2})^{\otimes n})_{(\mu ,\sigma ^{2})\in \mathbb {R} \times R_{>0}})}

### Bernoulli-Modell
Das sogenannte Bernoulli-Modell entsteht als Produktmodell aus der Grundmenge {\displaystyle {\mathcal {X}}=\{0,1\}}, versehen mit der Potenzmenge als σ-Algebra, also {\displaystyle {\mathcal {A}}={\mathcal {P}}(\{0,1\})} und als Wahrscheinlichkeitsmaße die Bernoulli-Verteilungen {\displaystyle \operatorname {Ber} _{\vartheta }} mit {\displaystyle \vartheta \in (0,1)}. Das Produktmodell nimmt somit die Form
{\displaystyle (\{0,1\}^{n},{\mathcal {P}}(\{0,1\}^{n}),(\operatorname {Ber} _{\vartheta }^{\otimes n})_{\vartheta \in (0,1)})}
an. Das Bernoulli-Modell tritt  bei der Modellierung einer Folge von gleichartigen Versuchen auf, bei denen jeder Versuch entweder ein Erfolg oder ein Misserfolg sein kann. Typischer Fall hierfür wäre das {\displaystyle n}-malige Werfen einer Münze.

## Eigenschaften

### Unabhängigkeit und identische Verteilung
Eine wichtige Eigenschaft von Produktmodellen ist, dass die Stichprobenvariablen {\displaystyle (X_{i})_{i=1,\dots ,n}} immer unabhängig identisch verteilt mit Verteilung {\displaystyle P_{\vartheta }} sind. Damit vereinfachen sich in Produktmodellen viele Berechnungen, da beispielsweise {\displaystyle \operatorname {E} _{\vartheta }(X_{i})=\operatorname {E} _{\vartheta }(X_{j})} für alle {\displaystyle i,j} gilt oder auch {\displaystyle \operatorname {E} _{\vartheta }(X_{i}X_{j})=\operatorname {E} _{\vartheta }(X_{i})\cdot \operatorname {E} _{\vartheta }(X_{j})} für {\displaystyle i\neq j}.

### Stabilität
Produktmodelle von parametrischen Modellen sind wieder parametrische Modelle zur selben Parametermenge {\displaystyle \Theta }. Ebenso sind Produktmodelle von Standardmodellen wieder Standardmodelle, denn besitzt {\displaystyle P_{\vartheta }} die Wahrscheinlichkeitsdichtefunktion {\displaystyle f_{\vartheta }(x)}, so besitzt {\displaystyle P_{\vartheta }^{\otimes n}} die Wahrscheinlichkeitsdichtefunktion {\displaystyle f(x)=\prod _{i=1}^{n}f_{\vartheta }(x_{i})}. Ebenso sind Produktmodelle von exponentiellen Modellen wieder exponentielle Modelle.